# Оксипор
Оксипор је у грчкој митологији био кипарски принц.

## Митологија
Према Аполодору, био је син Кинире и Метарме, Адонисов брат.

## Биологија
Латинско име ове личности (Oxyporus) је назив рода гљива у оквиру породице Schizoporaceae. То је и назив рода инсеката у оквиру групе Coleoptera.